# Who Killed the Electric Car?
Who Killed the Electric Car? é um documentário de 2006 que retrata o desenvolvimento, a comercialização e a retirada do mercado de veículos elétricos, especialmente o General Motors EV1 dos anos 90. O filme aborda os papéis da indústria automotiva, da indústria petrolífera, do governo norte-americano, das baterias, dos veículos movidos a hidrogênio e dos consumidores na breve vida dos carros elétricos durante os anos 90.